# تل دور
تل دور (به لاتین: Tel Dor) یک منطقهٔ مسکونی در اسرائیل است که در شام (سرزمین) واقع شده‌است.